# Stillehavsflåden (USA)
Stillehavsflåden eller United States Pacific Fleet (USPACFLT) er den amerikanske flådes flåde baseret i Stillehavet. Flådens hovedbase er Pearl Harbor Naval Base på Hawaii.
Stillehavsflåden blev grundlagt i 1907, da den asiatiske division og Stillehavsdivisionen blev slået sammen. I år 1910 blev den 1. division dog omorganiseredet til den Asiatiske flåde (Asian Fleet). Stillehavsflåden fik sin nuværende form ved, at United States Fleet blev delt i to flåder, Stillehavsflåden og Atlanterhavsflåden, i forbindelse med 2. verdenskrig.
Stillehavsflåden havde frem til maj 1940 base på den amerikanske vestkyst, men på grund af Japans ekspansionisme og krigshandlinger i Asien fik den amerikanske flåde ordre om at flytte til en fremrykket stilling i Stillehavet ved Pearl Harbor.

## Eksterne links
- (engelsk) Officielle hjemmeside for Stillehavsflåden

| Militær | Spire Denne artikel om militær er en spire som bør udbygges. Du er velkommen til at hjælpe Wikipedia ved at udvide den. |